# 페르디낭 브륀티에르
페르디낭 뱅상드폴 마리 브륀티에르(Ferdinand Vincent-de-Paul Marie Brunetière)는 프랑스의 문학 비평가이자 문학사가로, 1849년 7월 19일 툴롱에서 태어나 1906년 12월 9일 파리에서 사망하였다.

## 생애
해군 감찰관(inspecteur général)의 아들로 태어난 브륀티에르는 태어난지 얼마 안되어 고향인 프로방스와 멀리 떨어진 퐁트네르콩트에서 유년기를 보내게 된다. 브륀티에르는 리세 티에르드마르세유의 우등생이었다. 그는 1869년 고등사범학교 입시를 실패하여, 1870년에는 학원 강사가 된다. 브륀티에르는 1875년부터 <르뷔 데 되 몽드>의 편집일을 하기 시작하여, 1877년부터 1893년까지는 편집 비서가 되었고, 이후 1893년에는 국장이 되었다. 브륀티에르는 작가 폴 부르제와 가깝게 지낸다. 1886년 고등사범학교 부교수가 된 브륀티에르는 1887년 레지옹 도뇌르 훈장을 수여받게 된다. 뒤이어 그는 소르본 교수가 된다.
1893년 6월 8일 아카데미 프랑세즈 회원으로 선출된 브륀티에르는 28번 의석의 존 르무안의 자리를 이어받았다. 그는 1894년 2월 15일 폴-가브리엘 도손빌에 의하여 입회를 허락받는다.
1897년 브륀티에르는 미국으로 강연을 하러 간다. 그는 1900년 가톨릭으로 개종했다.
브륀티에르는 본질적으로 17세기 이성주의적 고전주의의 지지자였으며, 그런 고로 동시대 문학 조류들과는 가끔은 심할 정도로 반목하였다. 브륀티에르는 귀스타브 플로베르와 (특히 플로베르의 <세 가지 이야기>에 대하여) 졸라에 반대하는 (<자연주의 소설>에서) 기사를 쓰기도 했으며, 1892년에는 샤를 보들레르의 동상을 세우는 계획에 반대하여 항의하기도 했다. 브륀티에르는 당대의 주류였던 과학만능주의에도 적대적이였는데, 이 같은 이유로 그는 옥타브 미르보같은 무정부주의자의 시대로 더 다가갔다.
반드레퓌스파였으나, 반유대주의자는 아니었던 (그는 1886년 <르뷔 데 되 몽드>에서 반유대주의자 에두아르 드뤼몽이 쓴 <프랑스 유대인>을 강하게 반박했다) 브륀티에르는 1898년 드레퓌스파 지식인들이 자신들의 전문 분야가 아님에도 드레퓌스 문제에 관하여 전공 영역을 벗어나서 논하는 것을 비난했다. 브륀티에르의 친구이자 드레퓌스파이던 플로르 생제는 몇 차례 드레퓌스 사건에 대한 브륀티에르의 입장을 바꾸고자 시도했다. 브륀티에르는 다윈의 이론에 영향받은 문학 장르 진화론을 옹호하기도 했다.
아카데미 프랑세즈는 1909년 브륀티에르에게 장레노 상을 수여했다.

## 주요 작품

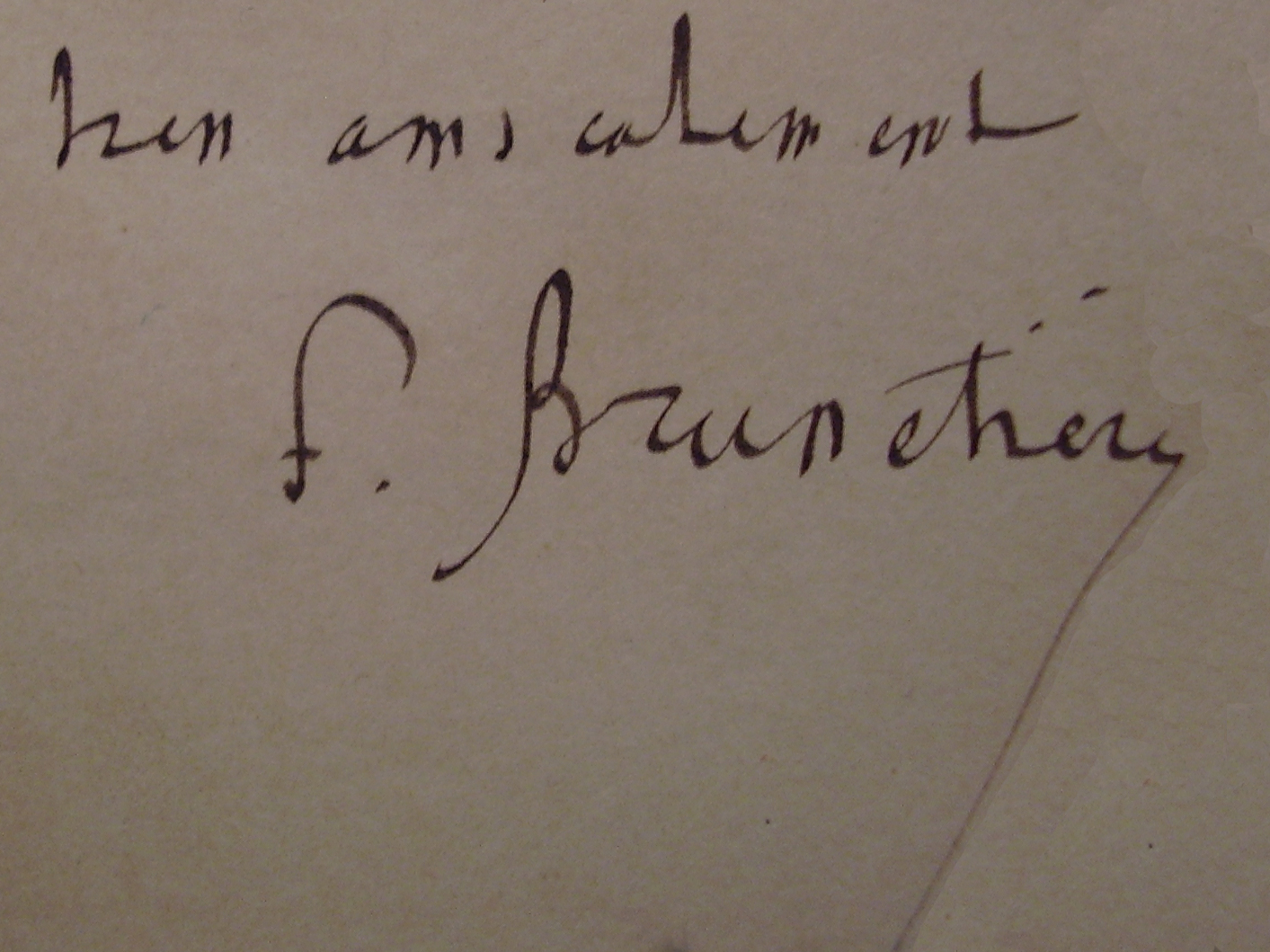
페르디낭 브륀티에르 자필 서명.

- <프랑스 불문학사에 대한 비판적 연구> Études critiques sur l’histoire de la littérature française (1849-1906), 8부작, 1880-1907 :
  - 1부 : 중세 불문학, 파스칼, 몰리에르, 라신, 볼테르, 제1제정기 불문학, 17세기의 자연주의,
  - 2부 : 보쉬에, 페넬롱, 마실롱, 마리보, 디드로,
  - 3부 : 데카르트, 파스칼, 르 사주, 마리보, 볼테르, 루소,
  - 4부 : 알렉상드르 아르디, 파스칼, 몽테스키외, 볼테르, 루소, 스탈 부인,
  - 5부 : 보쉬에, 피에르 벨 등,
  - 6부 : 모리스 세브, 피에르 코르네유, 니콜라 부알로, 보쉬에, …,
  - 7부 : 롱사르, 보줄라, 라 퐁텐, 몰리에르, 보쉬에, 위고, 발자크,
  - 8부 : 몽테뉴, 몰리에르, 부르달루, 조제프 드 메스트르) ;
- <자연주의 소설> Le Roman naturaliste, 1883 ;
- <역사와 문학> Histoire et littérature, 3부작, 1884 ;
- <비평의 제문제> Questions de critique, 1888 ;

(문학에서의 여성의 영향, 몽테스키외, 쇼펜하우어, 테오필 고티에, 보들레르 등)
- <비평의 새 제문제> Nouvelles questions de critique, 1890 ;
- <비평의 진화> Évolution de la critique, 1890 ;
- <문학사에서의 장르의 진화> Évolution des genres dans l’histoire de la littérature, 2 volumes, 1890 :
  - 1부 : 르네상스부터 오늘날까지의 비판의 진화 L'évolution de la critique depuis la renaissance jusqu'à nos jours,
  - 2부 : 프랑스 연극의 시대 Époques du théâtre français (1636-1850), 2부, 1891-1892 ;

(오데옹 강의 conférences de l'Odéon, 1892)
- <고전불문학사> Histoire de la littérature française classique (1515-1830), 4부, 1891-1892 ;

(1부 : 마로부터 몽테뉴까지 De Marot à Montaigne, 2부 : 17세기 Le dix-septième siècle, 3뷰 : 18세기 Le dix-huitième siècle, 4부 : 19세기 Le dix-neuvième siècle)
- <동시대 문학에 관한 에세> Essais sur la littérature contemporaine, 1892 ;

(la critique impressionniste, Alfred de Vigny, la philosophie de Schopenhauer, Sully-Prudhomme, Alexandre Vinet, le symbolisme contemporain, critique et roman, etc.)
- <19세기 프랑스 서정시의 진화> Évolution de la poésie lyrique en France au dix-neuvième siècle, 2 volumes, 1892-1894 :
  - volume 1 : Objet, méthode et esprit du cours ; les origines du lyrisme contemporain ; Bernardin de Saint-Pierre, Chateaubriand et André Chénier ; la poésie de Lamartine ; l'émancipation du moi par le romantisme ; la première manière de Victor Hugo ; l'œuvre poétique de Sainte-Beuve ; Alfred de Musset ; la transformation du lyrisme par le roman ;
  - volume 2 : Alfred de Vigny ; l'œuvre de Théophile Gautier ; la seconde manière de Victor Hugo ; la renaissance du naturalisme ; M. Leconte de Lisle ; MM. de Heredia, Sully Prudhomme et François Coppée ; le Symbolisme ; conclusions.
- <동시대 문학에 관한 새 에세> Nouveaux essais sur la littérature contemporaine, 1895 ;

(Bernardin de Saint Pierre, Lamennais, Victor Hugo, Octave Feuillet, Baudelaire, Leconte de Lisle, Paul Bourget, …)
- <믿음의 토대> Bases de la croyance, 1896 ;
- <관념론 르네상스> La renaissance de l'idéalisme, 1896 ;
- <불문학사 교과서> Manuel de l’histoire de la littérature française, 1898 ;
- <아카데미 강연> Discours académiques (1894-1900), 1901 ;
- <믿음에 대한 오늘날의 이유> Les raisons actuelles de croire, 1901 ;
- <빅토르 위고> Victor Hugo, 2 volumes, 1902 ;
- <문예 잡록> Variétés littéraires, 1904 ;
- <에르네스트 르낭에게 보낸 다섯 통의 편지> Cinq lettres sur Ernest Renan, 1904 ;
- <믿음의 길에 관하여> Sur les chemins de la croyance, 1904 ;
- <오노레 드 발자크> Honoré de Balzac, 1799-1850, Calmann-Lévy, Paris, 1906 ;
- <언쟁> Discours de combat, 3 volumes :
  - première série, 1900 : la renaissance de l'idéalisme (Besançon, 2 février 1896) ; l'art et la morale (Paris, 18 janvier 1898) ; l'idée de patrie (Tours, 23 février 1901) ; les ennemis de l'âme française (Lille, 15 mars 1899) ; la nation et l'armée (Paris, 26 avril 1899) ; le génie latin (Avignon, 3 août 1899) ; le besoin de croire (Besançon, 19 novembre 1898) ;
  - nouvelle série, 1903 : les raisons actuelles de croire (Lille, 18 novembre 1900) ; l'idée de solidarité (Toulouse, 16 décembre 1900) ; l'action catholique (Tours, 23 février 1901) ; l'œuvre de Calvin (Genève, 17 décembre 1901) ; les motifs d'espérer (Lyon, 24 novembre 1901) ; l'œuvre critique de Taine (Fribourg, 18 janvier 1902) ; le progrès religieux (Florence, 8 avril 1902) ;
  - dernière série, 1907 : le génie breton ; la liberté d'enseignement dans la morale contemporaine ; les difficultés de croire ; l'évolution du concept de science ; la modernité de Bossuet ; la renaissance du paganisme ; l'action sociale du christianisme ; le dogme et la libre pensée ; la réunion des Églises.

사후 출판 작품
- Lettres de combat, 1912.